# Vilains Bonshommes
Vilains Bonshommes est le nom d'un groupe d'artistes qui s'est formé à Paris, de 1869 à 1872. Le groupe se retrouvait lors des dîners des Vilains Bonshommes qui se tenaient périodiquement en différents lieux. Le passage de Rimbaud dans cette assemblée en 1871 et 1872 a donné aux Vilains Bonshommes une grande renommée.

## Historique

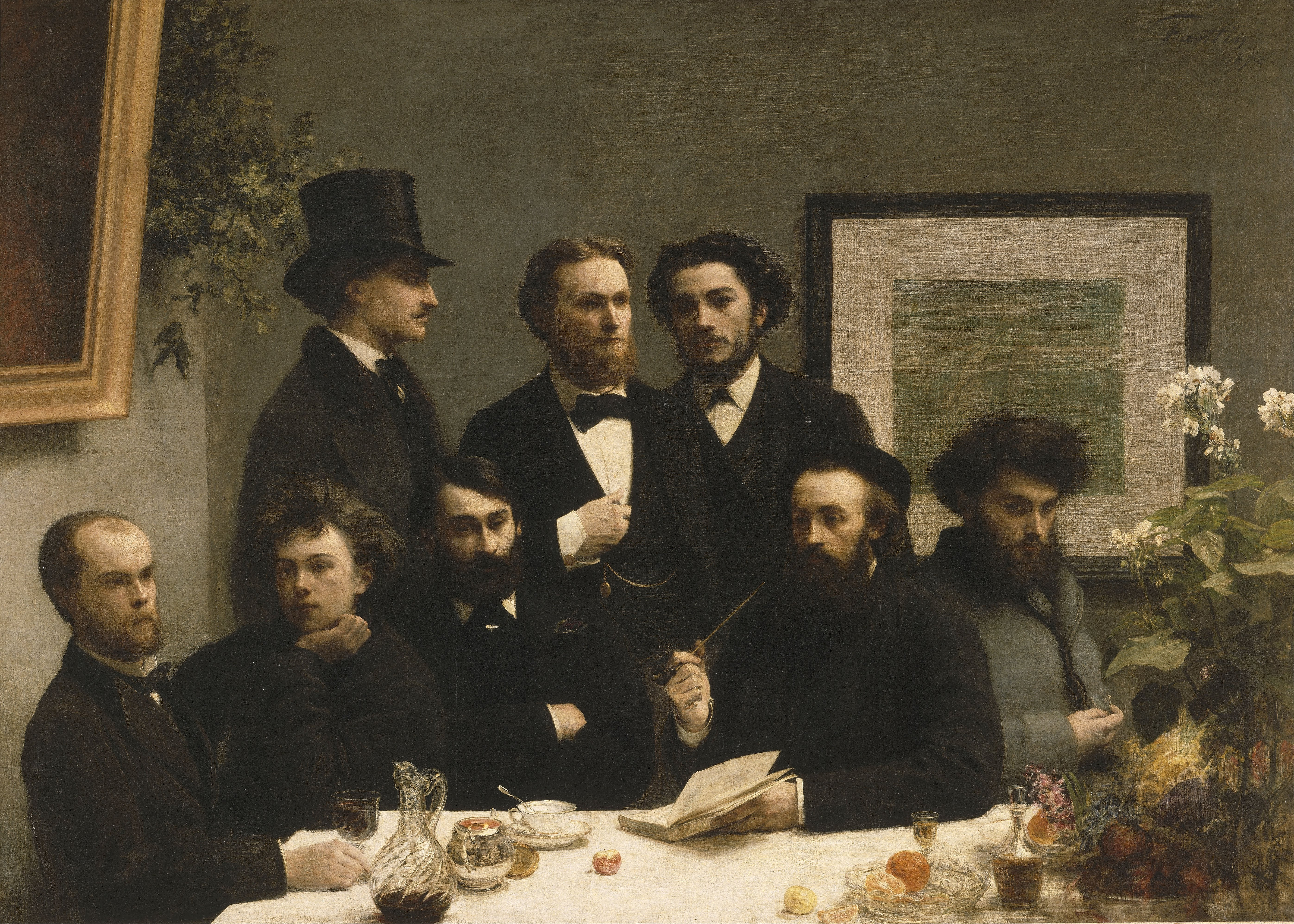
Un coin de table, (1872), tableau de Fantin-Latour, avec des convives des Dîners.

La création de ce groupe prendrait sa source lors de la représentation au théâtre de l'Odéon le 14 janvier 1869 de la pièce de François Coppée, Le Passant. Cette pièce remporta un vif succès, soutenu par une claque peut-être trop visible, que Victor Cochinat, chroniqueur du journal satirique Le Nain jaune, commenta en écrivant : « Ah ! c’était une belle réunion composée de bien vilains bonshommes ! ». Saisissant l'occasion, le groupe visé s'appropria l'expression par dérision et revendiqua le titre de Vilains Bonshommes.
Le groupe était composé au départ de Paul Verlaine, Léon Valade, Albert Mérat, Charles Cros et ses frères Henry et Antoine, Camille Pelletan, Émile Blémont, Ernest d’Hervilly et Jean Aicard. Se joindront à eux les peintres Fantin-Latour, Feyen-Perrin et Michel-Eudes de L'Hay, l'écrivain Paul Bourget, le photographe Étienne Carjat, les dessinateurs humoristes André Gill, et Félix Régamey, les poètes parnassiens Léon Dierx, Catulle Mendès, Théodore de Banville, Stéphane Mallarmé et, bien entendu, François Coppée.

## Orientation littéraire et activité
Si certains de ces artistes ont également appartenu, en même temps et durant l'automne 1871, au groupe dissident du Cercle des poètes Zutiques, la confusion entre les deux groupes ne doit pas être entretenue, les Vilains Bonshommes ayant des positions littéraires diamétralement opposées : les Vilains Bonshommes appartenant à la mouvance parnassienne que les Zutistes raillent allègrement. Après l'épisode de la Commune, le groupe se radicalise et s'oppose désormais à Coppée, à  Leconte de Lisle et aux parnassiens qui ont soutenu la répression bourgeoise. 
Les dîners des Vilains Bonshommes se déroulaient périodiquement, le plus souvent une fois par mois, à partir de 1869. La guerre de 1870 les interrompit un temps et ils reprirent en août 1871 après la Commune pour se terminer fin 1872. Les convives se réunissaient en divers endroits de la capitale, à l'hôtel Camoens rue Cassette, au café des Milles Colonnes, et durant le repas les poètes présents déclamaient leurs derniers vers, les discussions s'enflammaient sur les nouveautés littéraires, entrecoupées de mots d'esprit et l'on buvait sec ! Composé en majorité de poètes parnassiens et de leurs admirateurs, les dîners finirent par s'embourgeoiser, ce qui entraîna, fin 1871, les railleries des membres du Cercle des Zutiques, fondé par Charles Cros, et dont certains membres participaient aussi aux dîners.

## Arthur Rimbaud chez lesVilains Bonshommes

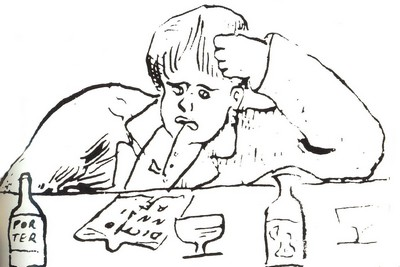
Rimbaud croqué par Verlaine

Le jeune poète, fraîchement arrivé de Charleville (Ardennes) à l'invitation de Verlaine, est introduit par ce dernier au dîner des Vilains Bonshommes le samedi 30 septembre 1871. Il reçoit un accueil intéressé et admiratif à la lecture de son Bateau ivre. Mais au fil des réunions, le mauvais caractère et le goût de la provocation de Rimbaud, qui d'autre part fréquentait le Cercle des poètes Zutiques, irritent les convives. Cela aboutit à un sérieux incident lors du dîner du samedi 2 mars 1872 durant lequel, Rimbaud ayant interrompu  systématiquement une récitation d'Auguste Creissels en clamant de tonitruants « merde ! », se fait traîner hors de la salle où se déroulait le banquet. Cela se finit, dans le chahut, par un coup avec la canne-épée d'Albert Mérat que donne Rimbaud à Étienne Carjat qui l'avait précédemment insulté. Ce fut la dernière apparition du poète aux dîners des Vilains Bonshommes.

## Postérité
Plus récemment une association théâtrale appelée : « Les Vilainsbonzhommes », avec un "z" a vu le jour en Suisse dans le canton du Valais à Fully. Ce groupe se produit régulièrement.